# Церква ікони Божої Матері «Всіх скорботних Радість» (Чугуїв)
Церква на честь ікони Божої Матері «Всіх скорботних Радість» у Чугуєві — кам'яний православний храм в архітектурному стилі еклектики з елементами давньоруського зодчества. Розташований у західній частині міста, в районі першого міського кладовища. Побудований у 1851—1854 роках. Дзвіницю надбудовано у 1873—1874 роках.
Чинний храм Чугуївського благочиння Ізюмської й Куп'янської єпархії Української православної церкви Московського патріархату. Пам'ятка архітектури місцевого значення. Єдиний храм міста, який не закривався за часів СРСР.

## Історія

### Будівництво
У 1824—1825 роках, за сприяння інспектора резервної кавалерії графа Нікітіна, вирішено перенести дерев'яну Старомиколаївську церкву на честь святителя Миколая Чудотворця, зведену 1756 року на Манежній площі Чугуєва, на кладовище Преображенської слободи. Церква перейменована на Преображенську — на згадку про соборний храм, який існував з 1639 року протягом майже двох століть у північно-східній частині Чугуївської фортеці.
У 1850 році, за дозволом військового керівництва, дерев'яну Преображенську церкву знову розібрано і перевезено до села Вербівка Зміївського повіту (нині Балаклійський район Харківської области). На звільненому місці вирішено звести кам'яний храм. Його проєкт затверджено у червні 1850 року старшим архітектором, колезьким асесором Денисенковим та інженером, підполковником Бутаковим. Нагляд за будівництвом здійснював військовий інженер поручник Клеверберг. Роботи розпочалися у 1851 році та завершилися до 1854 року. У 1853 році храм освячено.
Кошти на будівництво церкви заповідані поміщицею Старобільського повіту Т. Шаховою своєму племіннику, капітан-лейтенанту флоту Михайлу Петровичу Містрову. Сам він помер 1 квітня 1850 року, а кошти на будівництво храму передані його вдовою. Капітал складався з трьох білетів Опікунської ради імператриці Марії, однієї акції Російсько-американської компанії і з відсотками становив близько 40 тисяч рублів асигнаціями. Прах Містрова поховано в північній стіні храму, де встановлено меморіальну дошку з його епітафією. Під час закладання храму також встановлено мідну плиту з написом, присвяченим будівництву.
Для виготовлення срібних окладів запрошено майстра срібних справ, відставного інваліда Івана Чєрткова. У квітні 1853 року укладено угоду на виготовлення 22 ікон для іконостаса з вільним майстром, міщанином Іваном Никифоровичем Шамановим. Дружина ротмістра Янькова, Марія Олександрівна, пожертвувала храму кипарисовий хрест у срібній оправі.
Церква отримала 3/4 десятини садибної землі, а також 33 десятини орної та сінокісної землі. На момент відкриття храму кількість парафіян становила: чоловічої статі — 556 осіб, жіночої — 578 осіб. За штатом у храмі передбачалося двоє служителів: священник і псаломщик.

### Перебудова

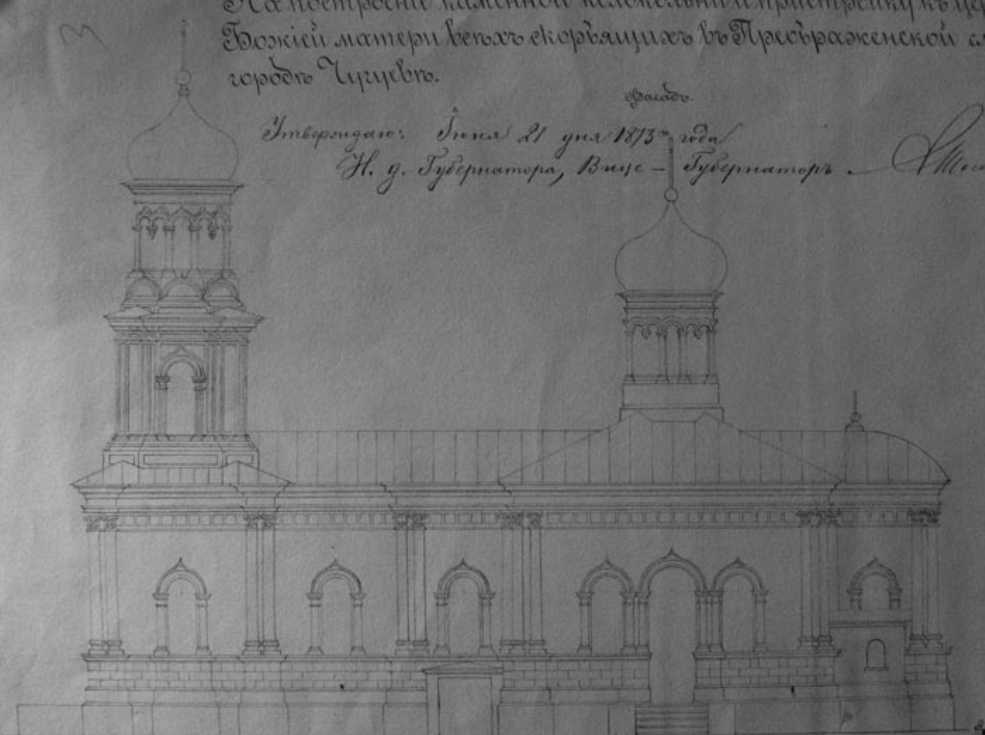
Проєкт церкви з дзвіницею, єпархіального архітектора Федора Данилова, затверджений віцегубернатором Харківської губернії у 1873 році

21 червня 1873 року єпархіальний архітектор Федір Данилов затвердив проєкт будівництва нової кам'яної дзвіниці та прибудови до церкви. У 1874 році для будівництва дзвіниці найнято купця 1-ї гільдії Гурефінкеля, який передав підряд харківському цеховому майстру Григоровському. У тому ж році дзвіницю після завершення будівництва частково розібрали та перебудували з підвищенням висоти, оскільки Данилов виявив відхилення від проєкту в бік заниження її висоти.
З 1874 року священником храму був Г. Касьянов, а старостою — І. Чегліков.

### Радянська окупація
Храм не був закритий у радянський період і продовжував функціонувати, залишаючись у XX столітті єдиним відкритим храмом Чугуєва.
Під час опису майна у 1921 році церкву схарактеризували як: «кам'яну, вкрита залізом, довжина — 12 сажнів, ширина — 4, дверей — 4, великих вікон — 9, напіввікон — 4, дзвонів — 9. Іконостас із 7 іконами великого розміру і 21 малого. У вівтарі — престол і жертовник з дубового дерева та напрестольне Євангеліє в мідній оправі. Церковний капітал становить 9079 рублів. Храмова ікона зображає Скорботну Божу Матір. Риза на іконі срібно-позолочена; одяг Богородиці прикрашений перлами та великою кількістю дорогоцінного каміння різного розміру; особливо цінні — 4 рубіни, 4 невеликі діаманти, 1 алмаз і 1 аметист. Окрім храмової ікони, пані Містрова подарувала ще 2 ікони святителя Миколая у срібній ризі, в якій є смарагд; ікону Спасителя в срібній ризі з 21 каменем східного білого кришталю».
28 липня 1924 року храм ікони Божої Матері «Всіх скорботних Радість» передано в оренду громаді «Жива церква».
У період Другої світової війни храм не зазнав ушкоджень; у його підвалі переховувалися поранені, а також ховали померлих.

### Період Незалежности
23 жовтня 1991 року створена церковна громада Української православної церкви Московського патріархату.
До 2003—2004 років в інтер'єрі храму зберігалися настінні розписи, серед яких — три фрагменти: зображення святителя Миколая, княгині Ольги та святого князя Володимира. Під час реконструкції ці фрагменти зняті зі стін, і одне з цих зображень (фігуральне зображення святителя Миколая) передане працівниками Художньо-меморіального музею імені І. Є. Рєпіна на кафедру реставрації станкового і монументального живопису Харківської державної академії дизайну і мистецтв.

## Композиція

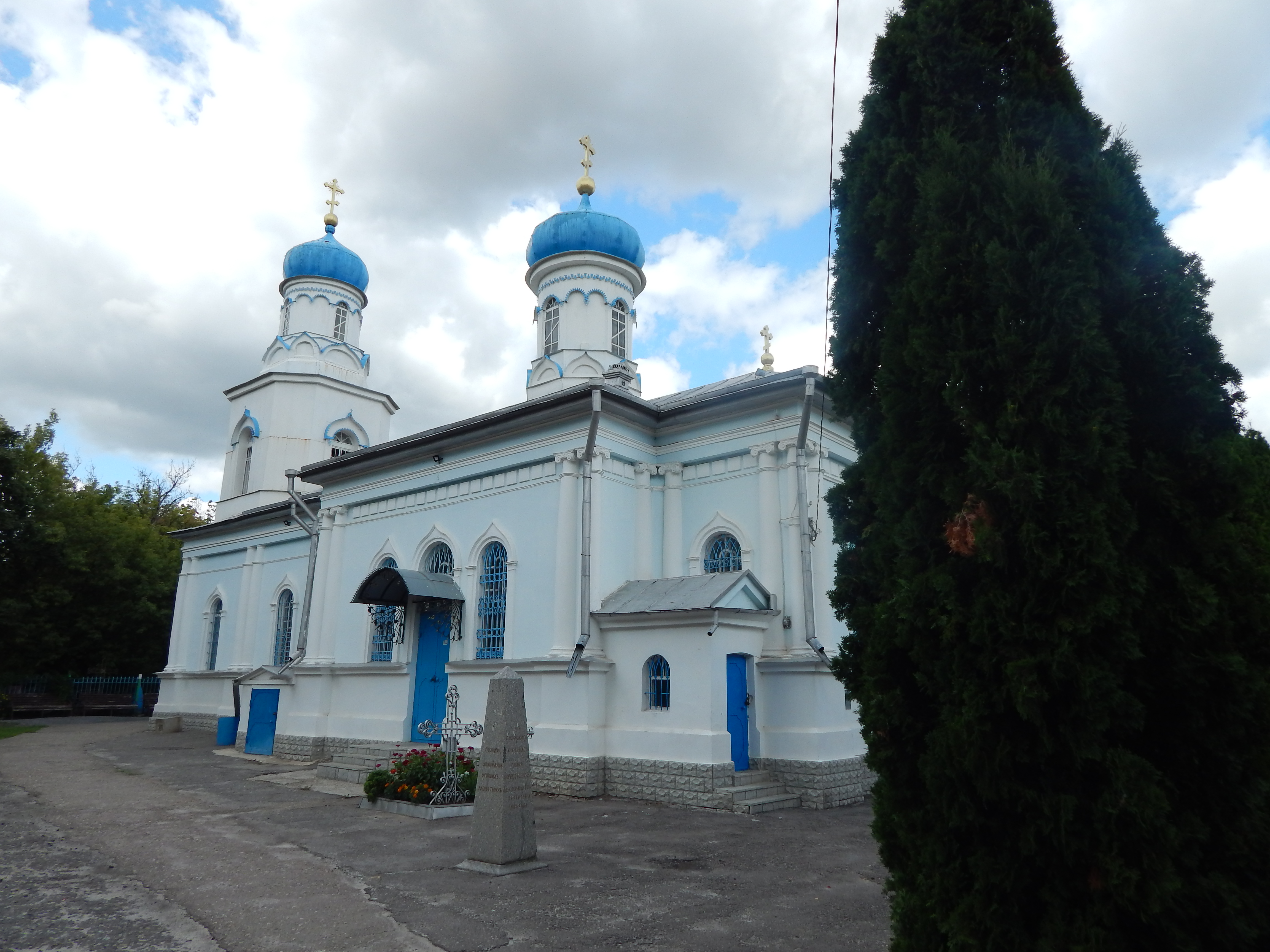
Вид храму ззаду

Будівля церкви виконана в еклектичних формах з елементами давньоруської архітектури. Храм кам'яний, невеликого об'єму, його композиція врівноважена. Належить до типу тричастинних, однобанних, безстовпних храмів із дзвіницею, розміщеною над західним притвором. Центральний об'єм храму з'єднаний із триярусною дзвіницею видовженим «коридором», перекритим зімкнутим склепінням, увінчаним банею на барабані з чотирма вузькими віконними прорізами.
Зі сходу до храму прилягає прямокутна апсида, яка підкреслює подовжню композиційну вісь плану церкви. Склепіння спираються на масивні зовнішні стіни. Декоративне оздоблення представлено аркатурним поясом на барабані, напівциркульними нішами на восьмигранній основі, наличниками вікон у вигляді шоломоподібних арок. Поле подовжніх стін членується здвоєними трьохчвертними колонами іонічного ордера з ентазисом. Декоративне оздоблення прибудованої пізніше дзвіниці виконане з використанням подібних елементів, але з деяким спрощенням.
В інтер'єрі церкви збереглися дерев'яні гвинтові сходи з фігурними балясинами, масивні кронштейни у вигляді волют з розетами, які підтримують балкон, на якому розміщується крилас.

## Поховання

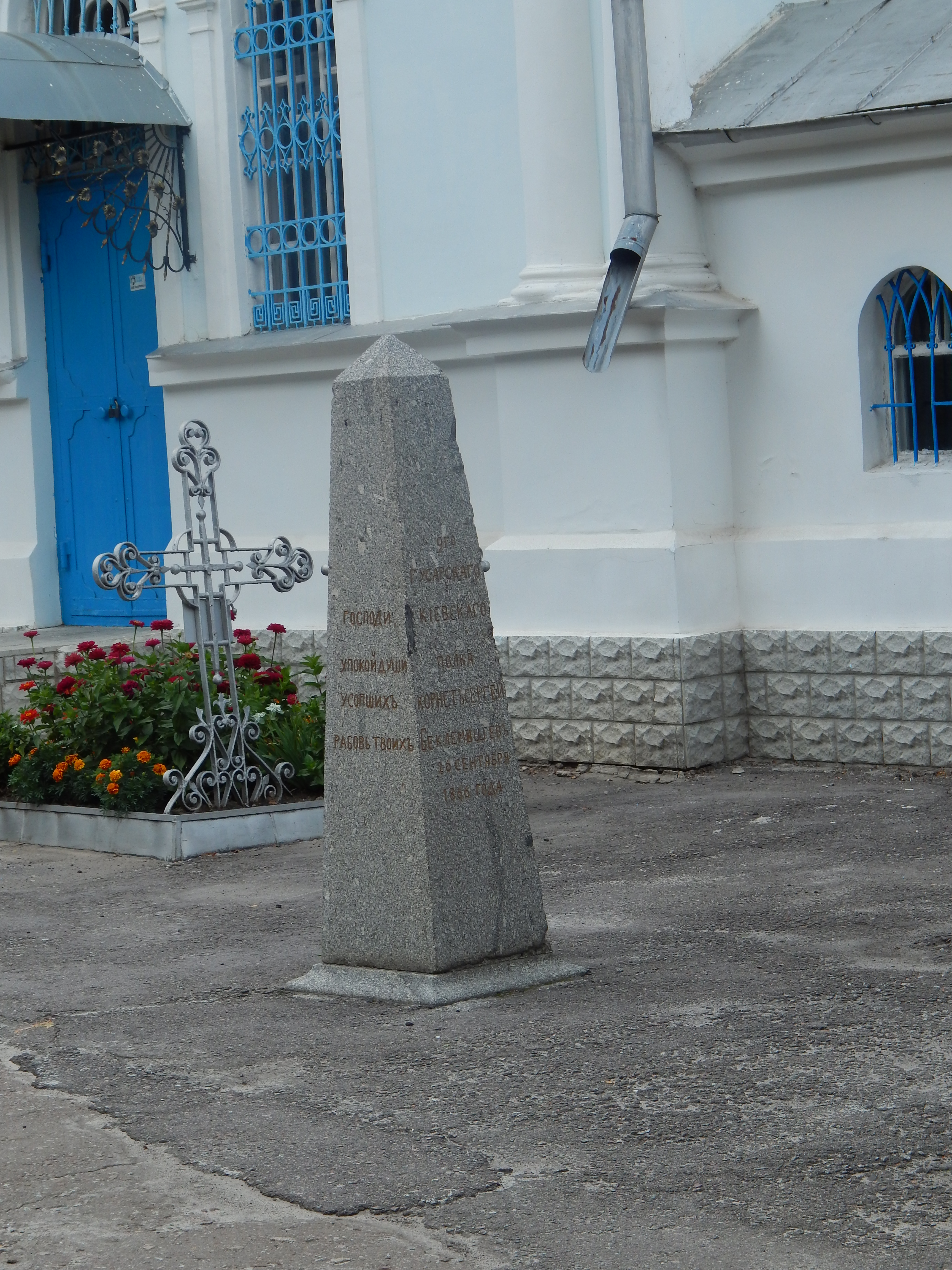
Пам'ятник київським гусарам та корнету С. Беклемішеву

На території огорожі церкви поховані:
- Акомелков Геннадій (17 лютого 1972 — 14 квітня 2004) — ієрей, настоятель церкви у 2001—2004 роках[1]
- Бондаренко Василь (27 грудня 1895 — 20 листопада 1982) — митрофорний протоієрей, настоятель храму ікони Божої Матері «Всіх скорботних Радість»[1]
- Гречко Кузьма Петрович (1 листопада 1811 — 14 травня 1886) — полковник, проходив службу на території Чугуєва, власник двоповерхового будинку в місті[1]
- Жадановська Феодосія Олексіївна (1843 — 11 жовтня 1906) — дружина протоієрея І. Жадановського[1]
- Жадановський Іоанн Андрійович (13 вересня 1836 — 11 листопада 1906) — протоієрей, настоятель храму Різдва Пресвятої Богородиці в слободі Осинівка[1]
- Касьянов Григорій Васильович (1817 — 31 травня 1877) — настоятель храму ікони Божої Матері «Всіх скорботних Радість»[1]
- Костомахін Тимофій Захарович — колезький радник, старший лікар Одеського 10-го уланського полку, помер у Чугуєві під час квартирування полку[1]
- Сільванська Феодосія Кузьмівна (1836 — 23 грудня 1899) — донька К. Гречка, дружина настоятеля храму ікони Божої Матері «Всіх скорботних Радість» М. Сільванського[1]
- Сільванський Миколай — митрофорний протоієрей, настоятель храму ікони Божої Матері «Всіх скорботних Радість»[1]

На території храму розташовано пам'ятник київським гусарам і корнету Сергію Беклемішеву (1860—1870-ті роки), а також пам'ятний знак ліквідаторам аварії на Чорнобильській АЕС 1986 року (встановлений у 2001 році).